# Runenstein von Ådala

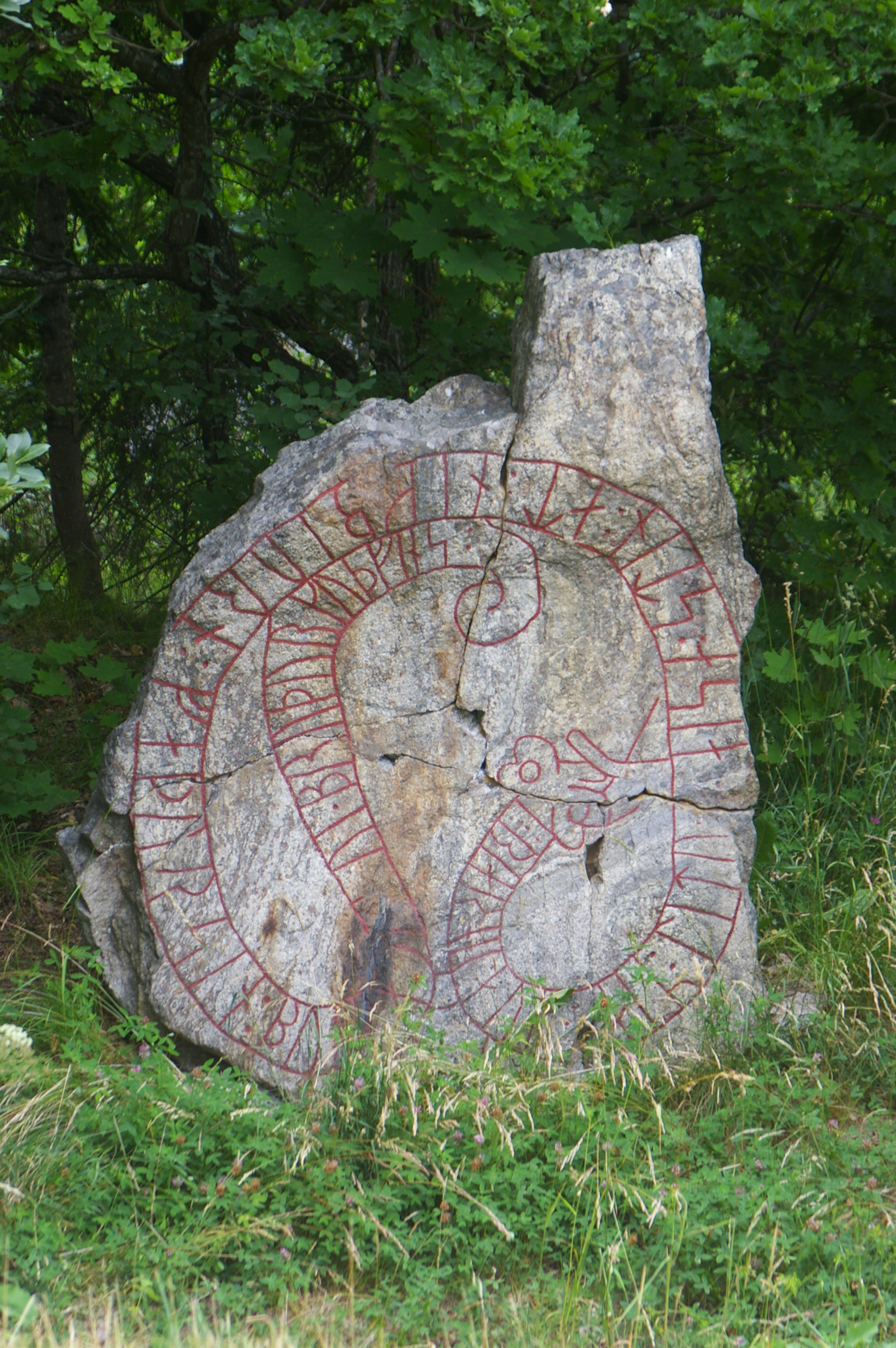
Runenstein von Ådala

Der Runenstein von Ådala steht am Südrand des Tätorts Landfjärden in der Gemeinde Nynäshamn in der schwedischen Provinz Stockholms län. Er stammt aus der Endphase der Wikingerzeit (etwa 950–1050 n. Chr.).

## Beschreibung
Der 1,95 m hohe und 1,52 m breite Runenstein aus grauem Granit wurde 1939 bei Bauarbeiten gefunden. Da er mit der Inschrift nach unten lag, wurde er für den Transport zersprengt. Beim Abtransport wurde die Inschrift entdeckt. 1943 wurde der rekonstruierte Stein in der Nähe des Fundplatzes aufgestellt und 2002 erneut versetzt.
Der Text auf dem Stein ist durch Verwitterung und wegen der Zerstörung beim Auffinden nur schwer lesbar. Er lautet übersetzt:
„Bjarne und Ger ließen den Steine aufstellen nach Näsbjörn (?), ihrem Vater, … Gudfinns Bruder.“
Alle Personennamen waren zum Auffindezeitpunkt für Södermanland noch unbekannt. Zu Bjarne gibt es zeitgleiche Belege aus Norwegen und Island, Ger und Gudfinn sind ebenfalls auf Island belegt.